# Acetoína
La acetoína (denominado también 3-hidroxibutanona) es un compuesto orgánico producido de forma natural por las levaduras del género Saccharomyces durante la fermentación alcohólica. Interviene en el buqué del vino (mediante la acción de la Saccharomyces cerevisiae), pero también, y sobre todo, como precursor en la biosíntesis del 2,3-butanodiol y el diacetilo. Forma parte del buqué característico de las bebidas alcohólicas. Es un líquido con un ligero olor a mantequilla o almendras.

## Síntesis
Se sintetiza de forma natural en la fermentación alcohólica producida por levaduras Saccharomyces. Una molécula de acetoína se forma por la descarboxilación de dos moléculas de ácido pirúvico.

## Funciones
La acetoina es una molécula que se emplea como almacén natural de energía en las funciones metabólicas de algunas bacterias fermentativas. La acetoína se sintetiza mediante la descarboxilación de la alfa-acetolactato, un precursor común en la biosíntesis de algunos aminoácidos ramificados. Debido a su naturaleza, la producción y excreción de acetoína durante el crecimiento exponencial previene la sobre-acidificación del citoplasma así como del medio envolvente que resulta de la acumulación de productos metabólicos ácidos como puede ser los acetatos y los citratos. Una vez que las moléculas de mayor número de carbonos se han extinguido en el metabolismo, y los cultivos han entrado en una fase estacionaria, la acetoína se emplea como alimento capaz de mantener la densidad de cepas estacionaria.